# 시르테
시르테(Sirte) 또는 수르트(아랍어: سرت)는 리비아의 도시로, 시르테 주의 주도이며 인구는 128,123명(2013년 기준)이다. 지중해 시드라만 남부 연안에 위치한다.
1942년 무아마르 카다피가 이 곳에서 태어났으며 1969년 쿠데타를 일으켜 권력을 잡은 카다피가 자신의 친족이나 같은 부족 출신 인사들을 적극 기용하면서 시르테는 카다피 정권의 강력한 지지 기반이 된다. 1999년 아프리카 통일 기구 정상 회의와 2007년 다르푸르 분쟁 평화 협상이 이 곳에서 열렸다.
2011년 10월 미국 시고넬라 해군항공기지에서 이륙한 MQ-1 프레데터 무인기가 시르테에 은신한 카다피 체포작전에 투입되었다. MQ-1 프레데터의 항속거리는 1,100 km이다. 시고넬라에서 시르테까지는 708km 거리이다. 2011년 리비아 내전 때 리비아 시민군이 트리폴리를 차지하게 되자 무아마르 카다피는 이 곳에서 은신하면서 끝까지 항전했지만 10월 20일 사살되었다.